# Campo scuola La Vescovara
Il campo scuola di atletica leggera La Vescovara è la più grande struttura stabile per l'atletica del Comune di Osimo.
È affiancato, all'esterno, dal Parco Paul Harris, dove annualmente si svolge il Cross Nazionale Valmusone.
Al di fuori della struttura si trovano altri impianti sportivi, come la Piscina comunale di Osimo, il Circolo Junior Tennis, ed il poligono di tiro.

## Storia
La struttura è stata realizzata per la prima volta nel 1992. I beneficiari della pista sono le due società di atletica leggera osimane, Atletica Osimo ed Atletica Amatori Osimo.
Nel 2019 è stato fatto il restyling della pista, e la FIDAL ha concesso l'omologazione per 14 anni. Il materiale usato per il restyling è riciclato da pneumatici fuori uso, unito ad un legante poliuretanico, e la ristrutturazione è stata svolta dall'azienda Casali Sport.
Annualmente dal 2012 viene organizzata la competizione nazionale del Cross Valmusone, usata per le qualificazioni ai campionati europei di corsa campestre

## Caratteristiche

### Strutturali
- Pavimentazione: Casali Sportrack SC

### Sportive
- Lunghezza pista: m. 400
- Numero corsie pista: 6
- Lunghezza rettilineo: m. 130 (m. 10 + m. 110 +  m.10)
- Numero corsie rettilineo: 6
- Pedane di salto in alto: 2
- Pedane di getto del peso: 3
- Pedane di lancio del giavellotto: 2
- Gabbia per lanci: 1 (disco e martello)
- Fossa per riviera: 1
- Fosse di caduta: 2 (salto in lungo e triplo)
- Zone di caduta: 2 (salto in alto e con l'asta)
- Spogliatoi atleti: 2
- Spogliatoi giudici: 0

### Altre dotazioni
Sono presenti una zona riscaldamento, un locale di pronto soccorso e infermeria ed un parco dotato di percorso di 1250 m di corsa campestre.

## Manifestazioni ospitate
- Cross Valmusone (2012, 2013, 2014, 2015, 2016, 2017, 2018, 2019, 2020, 2021, 2022, 2023)
- Trofeo Nazionale "Marche 9,14" (2006, 2007, 2008, 2009, 2010, 2012, 2013, 2014, 2015)